# Utrechtse Poort (Naarden)
De Utrechtse Poort is een stadspoort in de vestingstad Naarden in Noord-Holland. De poort werd gebouwd in 1877 en vervangt een poort uit 1680 op dezelfde plaats. Hij geeft toegang tot de stad vanuit de richting Utrecht. 
De huidige poort bestaat uit een open doorgang met profielmuren aan weerszijden en aan de kant van de stad een wachtgebouw. De gevel van het wachtgebouw is van baksteen en versierd met natuursteen. De poort is ontworpen door Jacobus van Lokhorst. Het gebouw heeft twee vleugels aan weerskanten van een poort over de doorgang. Op de vleugels staat twee torentjes voorzien van schietgaten. Ze zijn onderling verbonden door een borstwering. In het gebouw zijn diverse wachtlokalen een paar cellen.
Boven de doorgang is in een nis een beeldje van de Nederlandse leeuw geplaatst, met in zijn poot een zwaard en in de andere een bundel met zeven pijlen. Links en rechts van de nis vormen muurankers het jaartal 1877. In de torentjes zijn afbeeldingen verwerkt van Koning Willem III en zijn eerste vrouw Sophie van Württemberg. Over de gracht voor de poort ligt nu een vaste brug, maar bij de bouw van het wachtgebouw lag hier een kraanbrug.
In 1881 werden in de doorgang rails voor de stoomtram aangelegd. De zogenaamde Gooise Moordenaar verbond Amsterdam met het Gooi en bleef tot 1939 in gebruik. De doorgang is nu alleen voor voetgangers en fietsers. Voor het autoverkeer is de Kapitein Meijerweg aangelegd, gelegen direct naast de poort.
De poort werd in 1994 als rijksmonument opgenomen in het Monumentenregister.

## Afbeeldingen

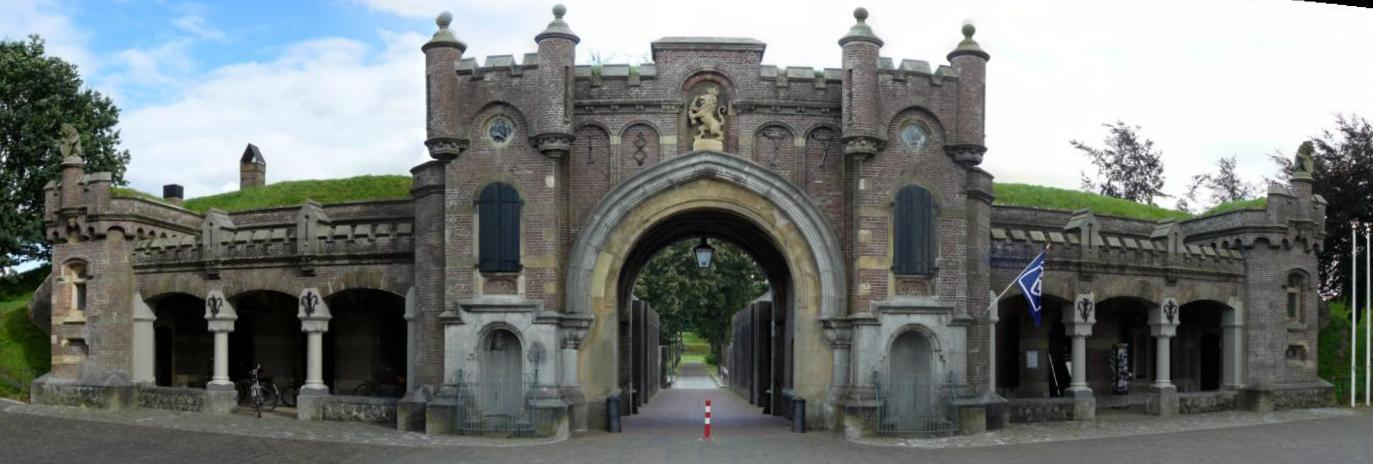
Gevel wachtgebouw
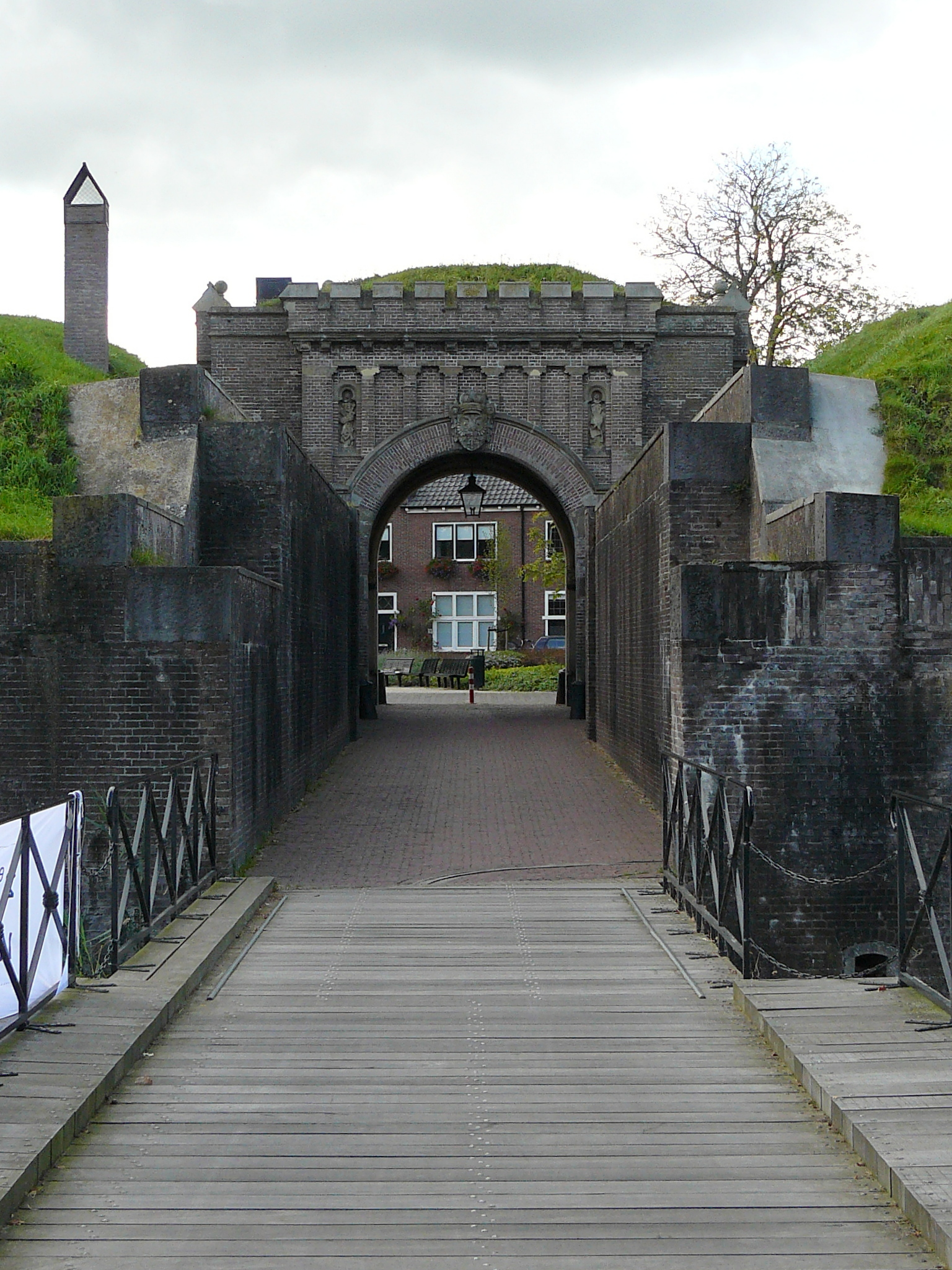
Buitenzijde poort
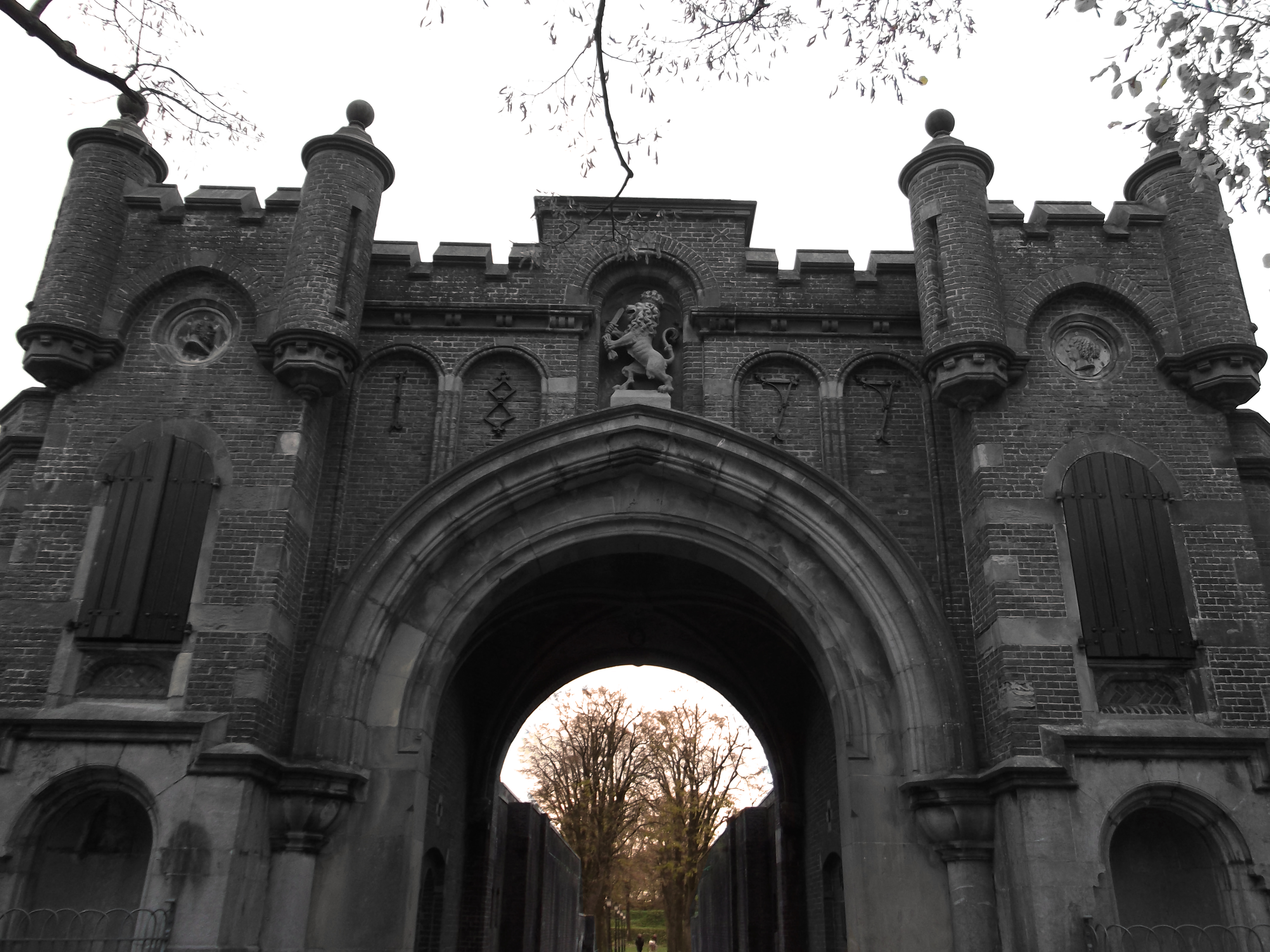
Detail poort met doorgang